# Fuzzy
Az 1993-as Fuzzy a Grant Lee Buffalo együttes debütáló nagylemeze. Szerepel az 1001 lemez, amit hallanod kell, mielőtt meghalsz című könyvben.

## Az album dalai
|     | Cím                       | Szerző(k)          | Hossz |
| --- | ------------------------- | ------------------ | ----- |
| 1.  | The Shining Hour          | Grant Lee Phillips | 3:53  |
| 2.  | Jupiter And Teardrop      | Phillips           | 5:57  |
| 3.  | Fuzzy                     | Phillips           | 4:59  |
| 4.  | Wish You Well             | Phillips           | 3:30  |
| 5.  | The Hook                  | Phillips           | 4:13  |
| 6.  | Soft Wolf Tread           | Phillips           | 2:52  |
| 7.  | Stars 'N' Stripe          | Phillips           | 4:43  |
| 8.  | Dixie Drug Store          | Phillips           | 5:07  |
| 9.  | America Snoring           | Phillips           | 3:39  |
| 10. | Grace                     | Phillips           | 6:15  |
| 11. | You Just Have To Be Crazy | Phillips           |       |

## Közreműködők
- Martin Brumbach – hangmérnök, keverés
- Patricia S. De la Rosa – fényképek
- Bob Fisher – mastering
- Joe Gastwirt – mastering
- Elizabeth Hale – design
- Paul Kimble – basszusgitár, hangmérnök, keverés, zongora, producer, ének
- Jeffrey Norman – mastering és keverőasszisztens
- Joey Peters – dob, ütőhangszerek
- Grant Lee Phillips – akusztikus és elektromos gitár, jegyzetek, ének
- Bryan Zee – hangmérnök, keverés

## Fordítás
Ez a szócikk részben vagy egészben a Fuzzy (album) című angol Wikipédia-szócikk ezen változatának fordításán alapul.  Az eredeti cikk szerkesztőit annak laptörténete sorolja fel. Ez a jelzés csupán a megfogalmazás eredetét és a szerzői jogokat jelzi, nem szolgál a cikkben szereplő információk forrásmegjelöléseként.